# 마리오 스트라이커즈 배틀 리그
《마리오 스트라이커즈 배틀 리그》는 닌텐도가 배급한 축구 스포츠 게임이다. 닌텐도 스위치 콘솔용으로 제작됐으며 개발은 넥스트 레벨 게임스와 닌텐도 기획제작본부가 맡았다. 《마리오 스트라이커즈》 시리즈 세 번째 게임으로, 2022년 6월 10일 전세계에 동시출시됐다.

## 개발 및 출시
2022년 2월 9일, 닌텐도 다이렉트를 통해 게임이 처음 소개됐다. 닌텐도 게임큐브용 《슈퍼 마리오 스트라이커즈 (2005)》와 Wii 《마리오 파워 사커 (2007)》 이후 15년 만에 발매된 후속작이다.

## 참조

### 내용주
1. ↑  영어: Mario Strikers: Battle League